# Ферари тестароса
Ферари тестароса (Ferrari Testarossa) (Тип F110) је спортски аутомобил који је производила италијанска компанија Ферари од 1984. године као замену за модел берлинета боксер. Модел који је дизајнирао студио Пининфарина се производио до 1991. године. Након тога су изашле две новије верзије на истој платформи - 512 TR и F512 M, које су се производиле од 1992 - 1996. године. Скоро 10.000 јединица је произведено и продато широм света што га чини једним од најпродаванијих Фераријевих модела, упркос високој цени и егзотичном дизајну. Тестароса значи „црвена глава“ на италијанском.